# Elektrownia jądrowa Shika

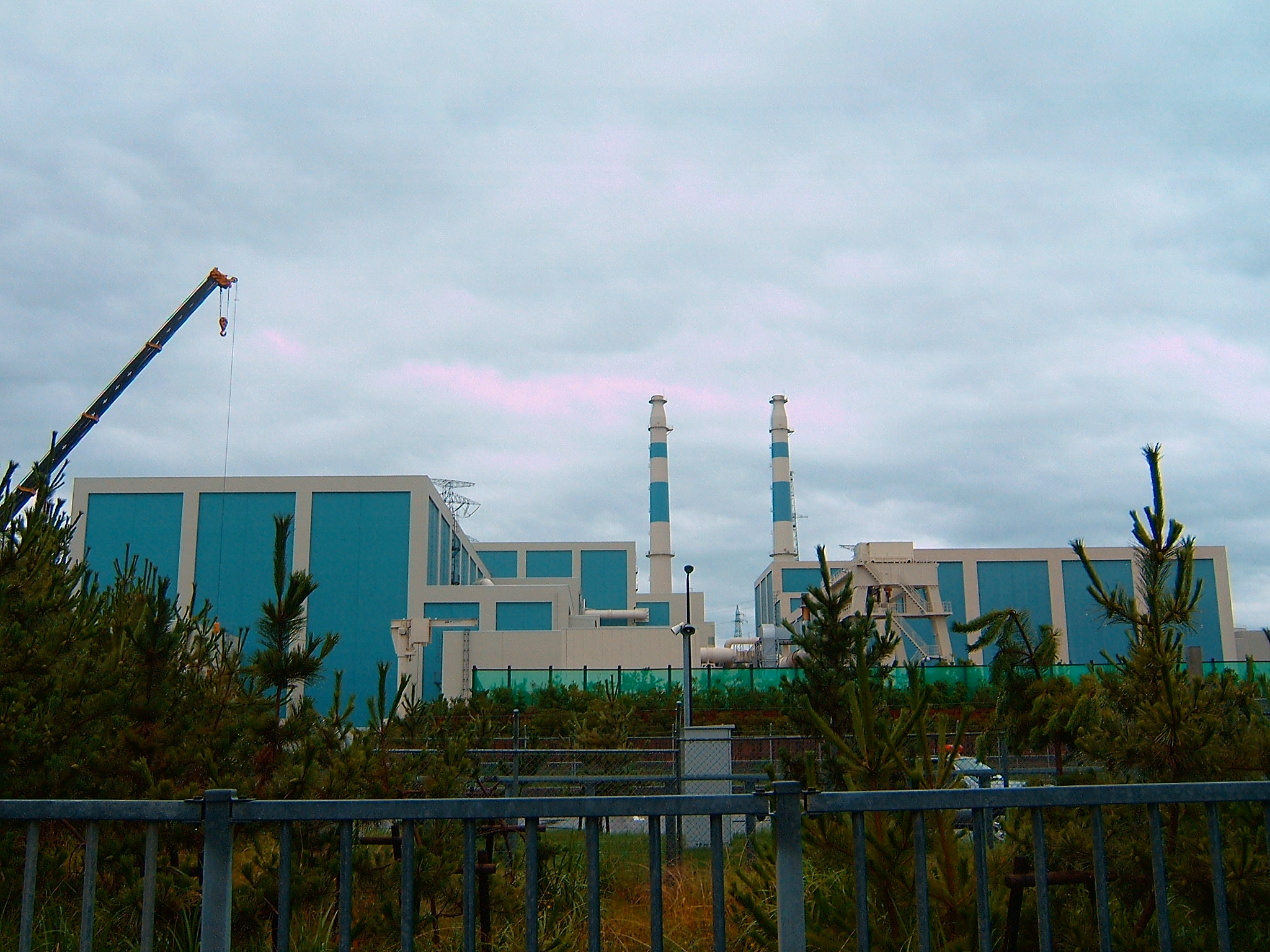
Elektrownia jądrowa Shika

Elektrownia jądrowa Shika (jap. 志賀原子力発電所 Shika genshiryoku hatsudensho) – japońska elektrownia jądrowa znajdująca się w mieście Shika. Jej właścicielem oraz operatorem jest przedsiębiorstwo Hokuriku Electric Power Company. W elektrowni znajdują się dwa reaktory jądrowe: reaktor wodny wrzący, BWR, o mocy 540 MW oddany do użytku 30 lipca 1993 oraz zaawansowany reaktor wodno wrzący, ABWR, o mocy 1358 MW oddany do użytku 15 marca 2006.